# Трушино (Зіанчуринський район)
Тру́шино (рос. Трушино, башк. Трушин) — присілок у складі Зіанчуринського району Башкортостану, Росія. Адміністративний центр Бікбауської сільської ради.
Населення — 221 особа (2010; 254 в 2002).
Національний склад:
- башкири — 70%